# Абрункул Трирский
Абрункул Трирский (нем. Abrunculus, Aprunculus, Aprunentius, V век — 22 апреля 526, Трир) — немецкий святой, святитель, епископ Трирский. День памяти святого — 22 апреля.

## Жизнеописание
О рождении и юношеских годах святителя Абрункула ничего не известно.
В годы правления короля Австразии Теодориха I было признано, что тёмные годы великого переселения народов привели к запустению и разрушению церковной жизни в Трире и его окрестностях. Поэтому в этот регион была отправлена большая группа священнослужителей из Оверни. В ней оказался и Абрункул.
Его духовные подвиги не остались незамеченными, поэтому после смерти трирского епископа Фибиция (Fibicius, 511—525), на епископский трон был посажен святой Абрункул. Неизвестны причины кратковременности его служения в этом сане, но, согласно официальным датам, принятым в современном Трире, он служил епископом в 525—526 годах. Впрочем, на сайте часовни Святого Абрункула под Триром называется 527 год, а в русской православной энциклопедии даже 532 год.
Преемником Абрункула на епископской кафедре Трира стал святой Ницетий.

## Почитание
После смерти святителя (22 апреля), его мощи были положены в церкви святого Симфориана, располагавшейся сразу за крепостной стеной Трира на берегу Мозеля. В 1047 году они были перенесены в церковь св. Павлина, а в 1136 году в монастырь Шпрингерсбах. До сих пор в этот монастырь идут паломники из Айфеля и долины Мозеля.
Небольшая церковь, носящая имя святителя Абрункула Трирского действует недалеко от Трира в городке Невель. В ней имеется скульптурное изображение святого. По недостаточно проверенным фактам, святой Абрункул также покровительствует городку Брухзаль (Bruchsal), расположенному в земле Баден-Вюртемберг.